# Астуриас, Хосе Луис
Хосе Луис Астуриас (исп. José Luis Asturias, годы жизни неизвестны) — гватемальский шахматист.
Сильнейший шахматист Гватемалы рубежа 1920—1930-х гг. С 1926 по 1932 гг. выиграл 7 чемпионатов страны подряд.
В составе сборной Гватемалы участник шахматной олимпиады 1939 г. В этом соревновании он выступал на 2-й доске. В 15 партиях Астуриас набрал 3 очка: выиграл у Ф. Пинсона (Перу) и Э. Эспинолы (Парагвай), сыграл вничью с А. Лопесом Арсе (Куба) и В. Винцем (Палестина).